# Ab Urbe condita

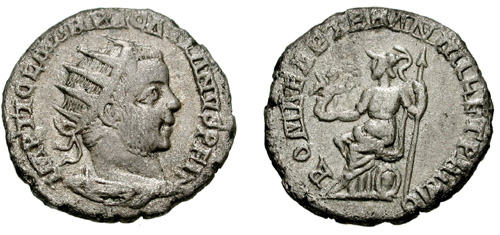
Imagen de una de las primeras monedas romanas datadas ab Urbe condita

Ab Urbe condita (AUC) es una expresión latina que significa «desde la fundación de la Ciudad» (de Roma), que se sitúa conforme al cálculo de Marco Terencio Varrón en el tercer año de la sexta olimpiada,  753 a. C., aunque se manejaban también otras fechas, como el primer año de la séptima olimpiada según Catón el Viejo. Por lo tanto, el año 1 de la era cristiana equivale al año 754 ab Urbe condita. 
Fue utilizado hasta el año 1278 desde la fundación de Roma, que pasó a ser el 525 anno Domini, con la reforma de
Dionisio el Exiguo.
Desde el imperio de Claudio (41 a 54), este cálculo fue aceptado como el más correcto, dado que lo utilizó este emperador para celebrar, en  el 47, los ochocientos años desde la fundación de Roma. Un siglo después, también lo emplearon Adriano y Antonino Pío. En 248, por último, el emperador Filipo, el árabe, conmemoró el Milenio de la Urbe, con los Ludi saeculares que indicaban expresamente la fecha, al mismo tiempo que su rival, Pacatiano, hacía acuñar monedas con la inscripción: "año mil y uno".
No obstante, esta expresión era utilizada raramente en la Antigua Roma para contar los años, y de hecho existían dataciones rivales respecto del comienzo de la era. Otra manera de computar los años era "desde la expulsión de los reyes" (post reges exactos), es decir, desde la  creación de la república en 509 a. C. Sin embargo, a efectos prácticos, los romanos nombraban los años según el cónsul epónimo e incluso por el nombre de cualquier otro magistrado. Así, para designar el año 216 a. C. solía decirse el año del consulado de Lucio Emilio Paulo y Cayo Terencio Varrón; o para indicar el 44 a. C., el quinto consulado de Julio César. Más tarde se empleó el sistema de contar los años de los emperadores o, en ocasiones, tomar como inicio de la era el comienzo de alguna dinastía (Era Seleúcida) o un evento (Era Hispánica, Era de los Mártires).
En el siglo VI, el monje Dionisio el Exiguo calculó las fechas del ciclo pascual a partir de la fecha de la encarnación de Cristo, fijada por él en el año 753 de la fundación de Roma, pero el nuevo sistema de cómputo no se generalizó hasta el reinado de Carlomagno, cuando fue introducido por Alcuino según la práctica anglosajona. Incluso siglos después, se mantenían en uso las eras antiguas.
El uso de la era ab urbe condita se hizo común a partir del Renacimiento, impulsado por la costumbre de los primeros editores de los clásicos de colocar en los márgenes la datación AUC. Esto ha dado la falsa impresión de que esta era se utilizaba habitualmente en la Antigüedad.